# بيل هينسون
بيل هينسون (بالإنجليزية: Bill Henson)‏ هو مصور أسترالي، ولد في 7 أكتوبر 1955 في ملبورن في أستراليا.

## وصلات خارجية
- الموقع الرسمي
- بيل هينسون على موقع ديسكوغز (الإنجليزية)